# إيفان فيلاسكو
إيفان فيلاسكو (بالإسبانية: Iván Velasco) ولد بتاريخ 7 فبراير 1980 في موندراغون، هو دراج إسباني سابق في صنف سباق الدراجات على الطريق.

## وصلات خارجية
- الموقع%20الرسمي

## روابط خارجية
- إيفان فيلاسكو على موقع الاتحاد الدولي للدراجات (الإنجليزية)
- إيفان فيلاسكو على موقع أرشيف الدراجات (الإنجليزية)
- إيفان فيلاسكو على موقع إحصائيات الدراجات الإحترافية (الإنجليزية)
- إيفان فيلاسكو على موقع نسبة الدراجات (الإنجليزية)